# Saul Williams
Saul Stacey Williams ( 29 de febrero de 1972, Newburgh, Nueva York) es un escritor estadounidense, actor  y músico conocido por mezclar la poesía y el Hip-Hop.

## Discografía

### Álbumes/EP
- Penny For A Thought/Purple Pigeons (2000)
- Amethyst Rock Star (2001)
- Not In My Name (2003)
- Saul Williams (2004)
- The Inevitable Rise and Liberation of NiggyTardust! (2007)
- NGH WHT - The Dead Emcee Scrolls with The Arditti Quartet (2009)
- Volcanic Sunlight (2011)
- MartyrLoserKing (2015)

### Colaboraciones y recopilatorios
- "Twice the First Time" en Eargasms - Crucialpoetics Vol. 1 (1997)
- "Elohim (1972)" en Black Whole Styles (1998).
- "Ohm" en Lyricist Lounge, Volume One (1999).
- "Coded Language" en Coded Language de DJ Krust (1999).
- "Release" con Lyrics Born y Zack De La Rocha en Blazing Arrow de Blackalicious (2002).
- "Time (Jungle) (Temple Of Soul Mix)" en Nublu Sessions, mezclado por Wax Poetic (2003).
- "Sent from Sandy Shores" (con Sacajawea) en Dreams of Water Themes de Adventure Time (2003).
- "Wake up Show Freestyles" de Sway and King Tech (2004).
- "Three Fingers" en Enter the Chicken de Buckethead (2005).
- "Sea Lion (Extended)" (con Will Oldham) en "Sea Lion" de Sage Francis (2005).
- "Mr. Nichols" en Sound Mirrors de Coldcut (2006).
- "April Showers, April Tears" en ¿What de Stuart Davis (2006).
- ",said the shotgun to the head" en Thomas Kessler de Thomas Kessler (2006).
- "Survivalism" y "Me, I'm Not" en Year Zero de Nine Inch Nails (2007).
- "Gunshots By Computer" y "Survivalism" en Y34RZ3R0R3M1X3D de Nine Inch Nails (2007).
- "Lyrical Gunplay" en Thru de Thavius Beck.
- "Dance Of The Dead" en The Unbound Project, Vol. 1 un álbum recopilatorio en favor de Mumia Abu-Jamal.
- "List Of Demands" en Nike Sparq Commercial.
- "Black Stacy Remix" con "Nas".
- "Act III, Scene 2" con Zac de la Rocha.

### En inglés
- The Seventh Octave, 1998, Moore Black Press ISBN 0-9658308-1-0
- She, 1999, MTV/Pocketbooks ISBN 0-671-03977-6
- ,said the shotgun to the head, 2003, MTV/Pocketbooks ISBN 0-7434-7079-6
- The Dead Emcee Scrolls, 2006, MTV/Pocketbooks ISBN 1-4165-1632-8
- Chorus, 2012, MTV Books ISBN 1-4516-4983-5

### Traducida al castellano
- Los manuscritos de un EMCEE muerto, 2008, Visor Libros ISBN 978-84-7522-669-9

## Filmografía
- Downtown 81 (voz) (1981/2000)
- Underground Voices (1996)
- Slam (1998)
- SlamNation (1998)
- I'll Make Me a World (1999)
- King Of The Korner (2000)
- K-Pax (2001)
- The N Word (2004)
- Lackawanna Blues (2005)

## Televisión
- Girlfriends (2003)